# Sprawy Publiczne
Sprawy Publiczne (cz. Věci veřejné, VV) – partia polityczna w Czechach powstała w 2001, określana jako prawicowo-populistyczna.

## Historia
Partię założono w 2001, w 2009 jej liderem został dziennikarz śledczy Radek John. Do 2010 nie odgrywała istotnej roli na czeskiej scenie politycznej. W wyborach europejskich w 2009 otrzymała około 2,4% głosów. Partia przekroczyła próg wyborczy w wyborach krajowych w 2010, otrzymując poparcie na poziomie 10,9% głosów, co przełożyło się na 24 mandaty poselskie. Trzy z nich przypadły startującym z ramienia VV kandydatom partii SNK Europejscy Demokraci.
Współtworzyła następnie koalicję rządową z ODS i TOP 09. Partia zaczęła jednak tracić poparcie i ulegać rozpadowi. W 2012 jej prominentni działacze Vít Bárta i Jaroslav Škárka zostali oskarżeni o łapówkarstwo. W 2013 część działaczy VV znalazła się na listach Świtu Demokracji Bezpośredniej podczas wyborów parlamentarnych. W 2015 ugrupowanie zostało rozwiązane.